# قضیه ولستن‌هولم
در ریاضیات، قضیۀ ولستن‌هولم بیان می‌کند که به ازای عدد اول {\displaystyle p\geq 5} ، هم‌نهشتی
{\displaystyle {2p-1 \choose p-1}\equiv 1{\pmod {p^{3}}}}
برقرار است، به طوری که پرانتز نشان‌دهنده‌ی یک ضریب دوجمله‌ا‌ی است. به عنوان مثال برای p = 7، این یعنی ۱۷۱۶ یک واحد از مضرب ۳۴۳ بیشتر است. این قضیه برای اولین بار توسط جوزف ولستن‌هولم در سال ۱۸۶۲ اثبات شد. در سال ۱۸۱۹، چارلز ببیج هم‌نهشتی مشابه را به پیمانۀ p2 ثابت کرد که برای {\displaystyle p\geq 3} برقرار است. یک فرمول معادل، هم‌نهشتیِ
{\displaystyle {ap \choose bp}\equiv {a \choose b}{\pmod {p^{3}}}}
برای {\displaystyle p\geq 5} است که به ویلهلم لیونگرن مربوط می‌شود (و در حالت خاص {\displaystyle b=1}، به جی. دابلیو. گلایشر) و از قضیه لوکاس الهام گرفته است.
هیچ عدد مرکب شناخته شده‌ای قضیۀ ولستن‌هولم را برآورده نمی‌کند و حدس زده می‌شود که تعداد چنین اعدادی صفر باشد. عدد اولی که این هم‌نهشتی را به پیمانۀ p4 برآورده می‌کند، عدد اول ولستن‌هولم نامیده می‌شود.
همانطور که خود ولستن‌هولم اثبات کرده است، این قضیه می‌تواند به صورت یک جفت هم‌نهشتی برای اعداد هارمونیک (تعمیم یافته) نیز بیان شود:
{\displaystyle 1+{1 \over 2}+{1 \over 3}+\dots +{1 \over p-1}\equiv 0{\pmod {p^{2}}}{\mbox{, and}}}
{\displaystyle 1+{1 \over 2^{2}}+{1 \over 3^{2}}+\dots +{1 \over (p-1)^{2}}\equiv 0{\pmod {p}}.}
(هم‌نهشتی برای این کسرها منطقی است، چرا که مخرج‌ها نسبت به پیمانه‌ها اول‌اند.) به عنوان مثال برای p =7، معادله‌ی اول می‌گوید که صورت کسر ۴۹/۲۰ مضرب ۴۹ است، در حالی که دومی می‌گوید صورت کسر ۵۳۶۹/۳۶۰۰ مضرب ۷ است.

## اعداد اول ولستن‌هولم
عدد اول p عدد اول ولستن‌هولم نامیده می‌شود اگر و تنها اگر شرط زیر برقرار باشد:
{\displaystyle {{2p-1} \choose {p-1}}\equiv 1{\pmod {p^{4}}}.}
اگر p یک عدد اول ولستن‌هولم باشد، آنگاه قضیۀ گلایشر به پیمانۀ p4 صادق است. تنها اعداد اول ولستن‌هولم شناخته شده تا کنون ۱۶۸۴۳ و ۲۱۲۴۶۷۹ هستند. هر عدد اول ولستن‌هولم دیگر باید بزرگتر از 109 باشد.

## تعمیم‌ها
لودِسدورف ثابت کرده است که برای عدد صحیح مثبت n که نسبت به ۶ اول باشد، هم‌نهشتی زیر برقرار است:
{\displaystyle \sum _{i=1 \atop (i,n)=1}^{n-1}{\frac {1}{i}}\equiv 0{\pmod {n^{2}}}.}